# Faïna Ranévskaia
Faïna Ranévskaia (rus: Фаина Георгиевна Раневская)  (Taganrog, 15 d'agost de 1896 (Julià) - Moscou, 19 de juliol de 1984) fou una actriu soviètica, reconeguda com una de les millors del seu país, tant en comèdia com en drama. És famosa també pels seus aforismes.
Al llarg de la seva carrera va actuar en obres d'autors com Anton Txékhov, Aleksandr Ostrovski, Maxim Gorki, Ivan Krilov, Fiodor Dostoievski o Lleó Tolstoi. També va destacar-se com a actriu de cinema en films com Pyshka, Mechta o La Ventafocs.
Va guanyar entre molts d'altres el Premi Stalin (1949 i 1951) i el Premi Artista del Poble de l'URSS (1961).